# Arnošt Vykoukal
Arnošt Vykoukal, narozený a křtěný jako Josef (7. května 1879 Žernovka - 9. nebo 10. září 1942 koncentrační tábor Dachau) byl v letech 1925–1942 opatem kláštera benediktinů v Praze na Slovanech (v Emauzích). Stal se obětí nacistického režimu.

## Život
Narodil se v Žernovce u Mukařova v rodině hospodského Vincence Vykoukala. Studoval u benediktinů, a do tohoto řádu nakonec vstoupil v pražském Emauzském klášteře. Studoval filosofii v Praze, a následně v Beuronu teologii. V září roku 1906 byl vysvěcen na kněze. 
Po roce 1918, kdy opat Alban Schachleiter OSB a většina bratří německé národnosti odešli z Československa, byl v roce 1920 oficiálně ustanoven administrátorem a v roce 1922 převorem-administrátorem kláštera. Dne 18. září 1925 byl zvolen emauzským opatem a týden nato 27. září slavnostně uveden do úřadu.
Díky velkému nasazení a promyšlené strategii se zaměřil na opětovný rozkvět duchovního života emauzského opatství, kde se opět začaly sloužit bohoslužby také ve staroslověnštině. Mniši kláštera se angažovali v Liturgickém hnutí (Marian Schaller OSB), jeden z kněží opatství založil sdružení Legio angelica (Metod Klement OSB).    
Dne 4. října 1922 založil se souhlasem olomouckého arcibiskupa Msgre Antonína Cyrila Stojana nový filiální řeholní dům ve Staré Vodě, jehož největší přínos spočíval v oživení poutí k Matce sv. Anně, na něž přicházelo tisíce poutníků z Moravy a ze Slezska. Zanedlouho po zrušení priorátu ve Staré Vodě znovu dne 7. června 1932 spolu s celerářem Jeronýmem Karlem Františkem Wenzlem OSB (+ 1986) převzal od továrníka Václava Součka, kterému výměnou připadl velkostatek Suchdol u Prahy, „klíče“ od v roce 1785 císařem Josefem II. zrušeného benediktinského opatství sv. Prokopa na Sázavě. 
Papež Pius XI. ho dne 22. dubna 1931 jmenoval apoštolským vizitátorem do té doby samostatných polských klášterů sester benediktinek v Staniątkach, ve Lvově, v Nieświeźi, v Přemyšlu, v Lomźi, ve Vilně a ve Varšavě. - Právě jeho zásluhou bylo 6 z 9 těchto klášterů se souhlasem Svatého Otce poměrně záhy sdruženo do nově vzniklé kongregace Neposkvrněného Početí Panny Marie (první generální kapitula se konala v únoru 1933 ve Staniątkach), která přejala konstituce beuronských benediktinek upravené (zejména po stránce právní) na polské poměry. - Na základě rozhodnutí papeže Pia XI. se stal zároveň prvním protektorem kongregace Neposkvrněného Početí Panny Marie = opatem vizitátorem ad nutum Sanctae Sedis, jemuž měly být každoročně adresovány zprávy jednotlivých abatyší o stavu jejich kláštera, s povinností konání každých 6 let vizitace v jednotlivých klášterech.  
Na setkání opatů v Emauzích dne 20. listopadu 1937 bez většího úspěchu prezentoval myšlenkou sloučení všech benediktinských klášterů nalézajících se na území Československa do nové kongregace, což by korespondovalo s přáním československé vlády, která nechtěla, aby kláštery přináležely k cizozemským kongregacím.
V roce 1941 byl klášter nacistickou mocí uzavřen a komunita byla rozehnána. Opat Vykoukal žil ode dne 22. července 1941 až do svého zatčení 5. května 1942 z nařízení gestapa v Plzni. Dne 8. srpna 1942 byl předán do věznice pražského gestapa v Malé terezínské pevnosti a měsíc na to deportován do koncentračního tábora Dachau, kde dorazil jako vězeň č. 33.663 dne 7. srpna 1942. Zde onemocněl úplavicí a vyčerpán úmornými průjmy již 10. září 1942 zemřel.
Po smrti byl zpopelněn a jeho popel rozptýlen. Po válce, kdy byl vyznamenán Československým válečným křížem 1939, bylo jeho jméno (s dovětkem "ubidemque sepultus", tj. "pohřben neznámo kde") také uvedeno na hrobce emauzských benediktinů na Vyšehradském hřbitově.